# Чемпионат Латвии по баскетболу среди женщин
Чемпионат Латвии по баскетболу среди женщин, Латвийская женская баскетбольная лига (ЛБЛ) (латыш. Latvijas Sieviešu basketbola līga (LSBL)) — ежегодное соревнование женских баскетбольных команд Латвии. Проводится с 1992 года.

## Формула соревнований
Сначала проводится предварительный этап по круговой схеме, затем лучшие команды играют на выбывание (система плей-офф введена в сезоне 1993/94).

## Чемпионы
- 1992 ТТТ Рига
- 1993 ТТТ Рига
- 1994 РТУ
- 1995 ТТТ Рига
- 1996 РТУ
- 1997 РТУ
- 1998 РТУ
- 1999 TTT/Rapa
- 2000 РТУ
- 2001 ТТТ Рига
- 2002 ТТТ Рига
- 2003 ТТТ Рига
- 2004 ТТТ Рига
- 2005 ТТТ Рига
- 2006 «Авантис/Туриба»
- 2007 ТТТ Рига
- 2008 ТТТ Рига
- 2009 «Цесис»
- 2010 ТТТ Рига
- 2011 ТТТ Рига
- 2012 ЖБК Цесис
- 2013 ЖБК Цесис
- 2014 ТТТ Рига
- 2015 ТТТ Рига
- 2016 ТТТ Рига

### Титулы
| Клуб                  | Победы |
| ТТТ Рига              | 16     |
| РТУ Рига              | 5      |
| «Цесис»               | 3      |
| «Авантис/Туриба» Рига | 1      |